# Robert Prosinečki
Robert Prosinečki (wym. [rɔbɛrt prɔsinetʃki]; ur. 12 stycznia 1969 w Villingen-Schwenningen) – chorwacki piłkarz, występował na pozycji ofensywnego pomocnika.

## Życiorys
Syn Chorwata i Serbki. Urodził się w Villingen-Schwenningen, NRF, gdzie jego rodzice byli gastarbeiterami.
Do rodzinnej Chorwacji wrócił w wieku dziesięciu lat, tam w grupach juniorskich Dinama Zagrzeb, kontynuował juniorską karierę.

## Kariera piłkarska
Jego pierwszym profesjonalnym klubem było Dinamo Zagrzeb. W stołecznej drużynie rozegrał tylko dwa spotkania, po roku odchodząc do Crvenej Zvezdy Belgrad. Tam talent pomocnika rozbłysł pełnym blaskiem. W czasie czteroletniej gry dla klubu, zdobył z nim trzy mistrzostwa Jugosławii, jeden krajowy Puchar, zwieńczając pobyt triumfem w Pucharze Mistrzów.
Latem 1991 roku został piłkarzem Realu Madryt, przechodząc do hiszpańskiego klubu za kwotę 8 milionów dolarów. Pomimo obecności serbskiego trenera Radomira Anticia, gra zawodnika pomocnika znacznie się pogorszyła. Pasmo kontuzji i niewspółmierne z formą zarobki, przełożyły się na oddanie piłkarza na wypożyczanie do Realu Oviedo. Tam, ponownie spotkał się z trenerem Anticiem, a jego gra przypominała najlepsze okresy. Real Madryt zdecydował się na zwolnienie Chorwata z kontrakty, a Prosinecki wraz z trenerem Anticiem miał przenieść się do Atletico Madryt. Wtem, niespodziewanie do gry o piłkarza włączyła się FC Barcelona i to właśnie ona go pozyskała. Okres gry w Dumie Katalonii był naznaczony kontuzjami mięśniowymi, przez co rozegrał w jej barwach tylko 19 spotkań. Po przejęciu klubu przez Bobby’ego Robsona poprosił o transfer. Nowym klubem piłkarza została Sevilla, ale spędził tam tylko pół roku.
Latem 1997 Prosinecki powrócił do Dinama Zagrzeb, z miejsca zostając czołowym zawodnikiem klubu. Powrót do klubu, dał zarówno piłkarzowi, jak i klubowi nowy wiatr w żagle, czego skutkiem były trzy mistrzostwa Chorwacji, jeden Puchar Chorwacji oraz dwukrotny awans do Ligi Mistrzów. Latem 2001 roku, niespodziewanie, został piłkarzem angielskiego drugoligowca Portsmouth FC. Jego świetne występy dały klubowi ligowe utrzymanie, a Chorwatowi przysporzyły ogromnej sympatii kibiców, na co najlepszym dowodem, było umieszczenie go w najlepszej drużynie w historii klubu.
Po sezonowych pobytach w Olimpiji Lublanie i NK Zagrzeb, zdecydował się zakończyć karierę w 2005 jako piłkarz Savskiego Marof.

## Kariera reprezentacyjna
W reprezentacji Jugosławii rozegrał 15 meczów, dochodząc do ćwierćfinału na Mistrzostwach Świata 1990.
Barw reprezentacji Chorwacji bronił od 1994 do 2002 roku, rozgrywając 49 spotkań i strzelając 10 bramek. Z reprezentacją Vatreni, zdobył brązowy medal Mistrzostw Świata 1998 oraz wystartował na Euro 1996 (ćwierćfinał) i Mundialu 2002 (runda grupowa).

## Kariera trenerska
Od 2006 do 2010 roku pełnił funkcję asystenta Slavena Bilicia w reprezentacji Chorwacji.
W grudniu 2010 roku został wybrany na trenera Crvenej Zvedy Belgrad, przy okazji zostając pierwszym chorwackim trenerem, który trenował serbski klub piłkarski po Wojnie w Bośni i Hercegowinie. Mimo zdobycia z klubem Pucharu Serbii, zdecydował się na rozwiązanie umowy.
Od października 2012 do stycznia 2014 roku prowadził tureckie Kayserispor.
W grudniu 2014 został wybrany na trenera reprezentacji Azerbejdżanu, stawiając za cel awans do Mistrzostw Europy 2016. Mimo obiecujących rezultatów – remisy z Chorwacją, Czechami i Norwegią czy rekordowa wygrana 5-1 z San Marino – zdecydował się na rozwiązanie kontraktu.
Od stycznia 2018 do listopada 2019 prowadził reprezentacje Bośni i Hercegowiny, z którą był bliski kwalifikacji do Euro 2020. O braku awansu zadecydowała porażka w wyjazdowym spotkaniu z Armenią (2-4).
W samym 2020 prowadził dwa tureckie kluby Kayserispor (ponownie) oraz Denizlispor.

## Ciekawostki
- Pierwszy trener Dinama Zagrzeb, a późniejszy selekcjoner Chorwacji – Miroslav Blažević – obserwując jego grę wyznał: „Prędzej zjem swój trenerski dyplom, jeśli ten chłopak kiedykolwiek zostanie piłkarzem”.
- W trakcie kariery piłkarskiej wypalał dwie paczki papierosów dziennie[1].
- Jest jedynym piłkarzem w historii, który w finałach mistrzostw świata strzelał gole dla dwóch różnych reprezentacji – na turnieju w 1990 roku zaliczył trafienie w barwach Jugosławii, a osiem lat później zdobył dwie bramki dla Chorwacji[4].

## Sukcesy piłkarskie

### Klubowe

#### Crvena Zvezda Belgrad
- Mistrzostwo Jugosławii: 1988,1990,1991
- Puchar Jugosławii: 1990
- Puchar Mistrzów: 1991

#### Real Madryt
- Puchar Króla: 1993

#### Croatia Zagrzeb
- Mistrzostwo Chorwacji: 1998, 1999, 2000
- Puchar Chorwacji: 1998

### Reprezentacyjne
- Mistrzostwo Świata U-20: 1987

## Odznaczenia
- Order Chorwackiej Koniczyny (1998)[5]